# Dalavia
Dalavia, russisch: Дальавиа, Zusammenziehung aus „Дальневосточные авиалинии“/ „Dalnewostoschnye Awialinii“ („Fernöstliche Fluglinien“), war eine russische Fluggesellschaft mit Sitz in Chabarowsk und Basis auf dem Flughafen Chabarowsk.

## Geschichte
Ab dem 25. September 2008 wurden die Flüge der in wirtschaftlichen Schwierigkeiten steckenden Dalavia bis auf Weiteres von Aeroflot, S7 Airlines und Vladivostok Avia durchgeführt. Anfang Oktober 2008 musste die Gesellschaft den Flugbetrieb einstellen, nachdem ihr die Verkehrsrechte entzogen worden waren.

## Flugziele
Dalavia flog von Chabarowsk zu Zielen innerhalb Russlands sowie in andere Staaten der GUS und nach Japan.

## Flotte
(Stand: April 2008)
- 07 Antonow An-24RW
- 10 Antonow An-24W (1 stillgelegt)
- 02 Antonow An-26A
- 01 Antonow An-26B
- 06 Iljuschin Il-62M
- 01 Jakowlew Jak-40
- 03 Tupolew Tu-154B (1 stillgelegt)
- 06 Tupolew Tu-154M (1 stillgelegt)
- 05 Tupolew Tu-214

Bestellungen
- 06 Suchoi Superjet 100

## Zwischenfälle
Die Gesellschaft verzeichnete in ihrer Geschichte einen Zwischenfall mit Totalverlust des Flugzeugs und Todesfällen (siehe Khabarovsk-United-Air-Flug 3949).